# Gémesi Imre
Gémesi Imre névvariánsok: Gémesy Imre, Gémessy, Gémesi Gém Imre (Nyíregyháza, 1912. március 7. – Budapest, 1997. november 29.) magyar színész.

## Életpályája
Nyíregyházán született, 1912. március 7-én. 1931-től Arad, Temesvár, Nagyvárad, Kolozsvár, Brassó és Marosvásárhely színházaiban szerepelt. 1941-től Szegeden játszott. 1943-tól katonai szolgálatot teljesített. 1947-től 1949-ig Krémer Ferenc és Balogh László Stagione-társulatánál vezető rendező és színész volt. 1949-től nyugdíjba vonulásáig a Szegedi Nemzeti Színház színművésze volt.

## Fontosabb színházi szerepei
- William Shakespeare: Julius Caesar.... M. Aemilius Lepidus
- William Shakespeare: Lear király.... Orvos
- William Shakespeare: Vízkereszt, vagy amit akartok.... Pap
- William Shakespeare: A windsori víg nők.... Caius dr.
- William Shakespeare: VI. Henrik....  Dick, a lázadó seregből
- Tennessee Williams: Az ifjúság édes madara.... Charles
- George Bernard Shaw: Tanner John házassága.... A mogorva szociáldemokrata, bandita
- Jean Anouilh: Becket, vagy Isten becsülete.... Öreg szász
- Anton Pavlovics Csehov: Cseresznyéskert.... Firsz
- Anton Pavlovics Csehov: Három nővér.... Ferapont
- Makszim Gorkij: Éjjeli menedékhely.... Kosztiljov, az éjjeli menedékhely tulajdonosa
- Friedrich Dürrenmatt: Angyal szállt le Babilonba.... Költő
- Giulio Scarnacci - Renzo Tarabusi: Kaviár és lencse.... Alfonso Chioccia báró, nagyvilági úr
- Mikszáth Kálmán: A vén gazember.... Borly Gáspár
- Móricz Zsigmond: Nem élhetek muzsikaszó nélkül.... Peták
- Móricz Zsigmond: Úri muri.... Ködmön András
- Bródy Sándor: A tanítónő.... Kántor
- Balázs Béla – Kodály Zoltán: Cinka Panna balladája.... Első paraszt
- Hunyady Sándor: Feketeszárú cseresznye.... Hajdú
- Molnár Ferenc: Játék A kastélyban.... Gál
- Molnár Ferenc: A doktor úr.... Földrajztanár
- Móra Ferenc: Mindenki Jánoskája.... Mák
- Móra Ferenc – Móricz Lili: Négy apának egy leánya.... Istenes Tóth András
- Fehér Klára: A teremtés koronája.... Tanár úr
- Török Tamás: Az eltüsszentett birodalom.... Főpohárnok
- Fejes Endre: Rozsdatemető.... Kalauz István
- Franz von Schönthan – Paul von Schönthan – Kellér Dezső – Horváth Jenő – Szenes Iván: A szabin nők elrablása.... Bányai Márton tanár
- Iszaak Oszipovics Dunajevszkij: Szabad szél.... Rendőrfőnök
- Johann Strauss: A cigánybáró.... Józsi
- Jacobi Viktor: Leányvásár.... Kocsmáros
- Huszka Jenő: Bob herceg.... Tom
- Huszka Jenő: Mária főhadnagy.... Simonich báró
- Huszka Jenő: Gül baba.... Budai bíró
- Lehár Ferenc: A víg özvegy.... Zéta Mirkó, nagykövet
- Kálmán Imre: A montmartre-i ibolya.... Durand
- Berté Henrik: Három a kislány.... Schantorff, dán követ
- Eisemann Mihály: Egy csók és más semmi.... Kulhanek

## Filmek, tv
- Sziget a szárazföldön (1969)
- Forró vizet a kopaszra! (1972).... Fodrász
- Makra (1974)
- VI. Henrik (Színházi előadás tv-felvétele, 1976)